# 육십각형
육십각형(六十角形)은 변이 60개인 다각형이다. 육십각형의 내각의 합은 10440도이고, 육십각형의 한 각의 크기는 174도이므로, 한 외각의 크기는 6도이다.

육십각형